# 珠洲原子力発電所
珠洲原子力発電所（すずげんしりょくはつでんしょ）は、石川県珠洲市の高屋地区と寺家（）地区に建設される計画だった原子力発電所である。2003年（平成15年）、電力会社側は原発の計画凍結を市に申し入れた。

## 概要
北陸電力・中部電力・関西電力の電力会社3社（以下、電力3社と表記）による共同開発が予定されていた。当初、電力3社で新会社をつくり、出力を1000万kW級にする構想もあった。その後、関西電力が高屋地区、中部電力が寺家地区で、それぞれ100万kW級の原発2基を建設する計画となった。
珠洲市や経済界は、過疎脱却、地域振興を目的に原発誘致を推進していた。年間1億8千万円余りの原発促進事業費が、国から珠洲市に投入され、そのほとんどが原発の視察旅行などに使われた。1975年11月から1980年3月までの間、敦賀原発や美浜原発への見学には約5千名の市民が参加した。1979年3月に起きたアメリカ・スリーマイル島原子力発電所事故を契機に、見学会は中断された。
1992年頃、中部電力と関西電力は、現地事務所を開設し、それぞれ30人ずつの社員を置き、地元の説得や土地借り上げを進めた。
1975年の計画浮上以降、地元からの反対運動や産業構造の変化や景気低迷に伴い、電力会社側の判断により計画が凍結されることとなった。この間、市長選挙をめぐる混乱や土地売買をめぐる問題が起こった。

## 経過
※記載の役職名は当時のもので表記

### 1970年代
- 1970年（昭和45年）
  - 珠洲市が過疎地域に指定された[13]。
- 1974年（昭和49年）
  - 10月 - 原子力船「むつ」の漂泊に際し、新しい母港の候補地として、珠洲市にある飯田港が報じられた[14][15]。このとき、中西陽一石川県知事、黒瀬七郎珠洲市長ともに誘致などの関与を否定した[15]。
- 1975年（昭和50年）
  - 夏 - 北陸電力が珠洲市に対し、立地の意向を打診した[16]。
  - 10月30日 - 珠洲市議会（以下、市議会）が、全員協議会[注 2]において、原子力施設設置適地可否調査の要望を決議した（原子力船の基地にすることも含む[14]）[17][13]。これに対し、輪島市漁業協同組合は原発反対の声明を出すことを決めた[14]。
  - 11月6日 - 黒瀬市長と田畑市議会議長は、市議会全員協議会の申し合わせに基づき、原発建設や原子力船関連施設などに関する調査を実施するよう政府に働きかけてほしい旨を、中西石川県知事に文書で要望した[18]。
- 1976年（昭和51年）
  - 1月 - 中部電力が、珠洲市で100万kWの原発を共同開発する意向を発表した[14]。
  - 1月13日 - 関西電力・芦原義重会長が、珠洲市に1000万kWの大規模原発を北陸・中部両電力と共同で建設することを検討していると発表した[注 3][19][20][14][21]。
  - 3月 - 通商産業省資源エネルギー庁が、珠洲市高屋町と三崎町寺家の両地区で、原発の地質調査（立地予備調査）を開始[22][16][23][24][25][13]。これを受け、電力3社は同月、共同調査のためのプロジェクトチームを編成し、原子力立地に向けた調査活動を開始した[26][22]。
  - 5月 - 市が、原子力施設視察の斡旋を始めた[注 4][27]。
- 1977年（昭和52年）
  - 3月9日 - 資源エネルギー庁は、黒瀬市長に対し、同市2地点で行った立地予備調査について、「地盤が相当固く、原発立地には別段の支障がない」との判断を伝えた[28][20][26]。
- 1978年（昭和53年）
  - 7月30日 - 珠洲市長選挙で、原発推進派で現職の黒瀬七郎が、原発批判派で保守系無所属の新人を破って再選された[29][30]。
- 1979年（昭和54年）
  - 3月 - スリーマイル島原子力発電所で炉心融解事故発生、周辺に放射能が漏れ出した[31]。

### 1980年代
- 1980年（昭和55年）
  - 4月 - 珠洲原発の反対運動「珠洲原子力発電所建設反対同盟」と能登原発（のち、志賀原発に改称）の反対運動などが共催で「原発を許さない県民の集い」を開催した[32]。
  - 9月16日 - 珠洲での、北陸電力と電源開発による200万kW級の石炭火力発電所の建設計画が公表された[16][33]。
  - 12月11日 - 北陸電力が、珠洲原発について、電力3社で新会社を設立し、推進する旨を表明した[34]。
- 1981年（昭和56年）
  - 3月 - 敦賀原発で放射能漏れ事故が起こり、事故隠しも判明した（事故が起きた1号機は、志賀原発1号機と同型の沸騰水型軽水炉（BWR）だった）[35][36][37]。この事故を受け、志賀町の野崎外雄町長は、国の対応策が明確になるまで原発の推進活動を控える旨を表明[38]。同年6月には中西陽一県知事も原発の推進は当分凍結する旨を表明した[39]。
  - 3月25日 - 黒瀬市長が辞職した[40]。多額の個人負債を抱え、職務に専念できていないとして市議会から退陣を求められていた[40]。
  - 4月29日 - 市長選挙で、推進派の谷又三郎が当選[41]（後述）。
- 1982年（昭和57年）
  - 5月28日 - 北陸電力が珠洲市に、珠洲石炭火力発電所の立地可能性調査を正式に申し入れた[42][43]。同年9月6日、石炭火力の現地調査が始まる[44]。
- 1983年（昭和58年）
  - 6月9日 - 北陸電力が、石炭火力立地見送りの報告書を市に提出した[45]。
  - 12月 - 市議会において、谷市長が原発推進を表明した[46]。
- 1984年（昭和59年）
  - 3月5日 - 電力3社が珠洲市に原発立地調査研究のための現地入りを申し入れた[4]。市は市議会全員協議会に諮った上で了承した[4]。なお、この申し入れの前に、反対派は市と市議会に対し、環境調査を行わないよう求める申入書を提出していた[10]。
  - 4月1日 - 電力3社が現地事務所「珠洲電源開発協議会」を開設した[47][22]。
- 1985年（昭和60年）
  - 4月14日 - 珠洲市長選挙で、新人の林幹人が無投票で初当選した[48]。
- 1986年（昭和61年）
  - 4月28日 - ソ連でチェルノブイリ原子力発電所事故発生[49][50]。
  - 6月 - 市議会が原発誘致を決議した[1][51]。
  - 9月10日 - 中部電力が寺家地区での原発2基の立地申し入れを行った[52][53][50]。
- 1987年（昭和62年）
  - 4月26日 - 珠洲市議会議員選挙。定数18名の中、反原発の国定正重が初当選して1議席を奪還
- 1988年（昭和63年）
  - 12月 - 北陸・関西両電力が珠洲市に、高屋地区での原発2基の立地可能性調査を申し入れた[54][52]。
- 1989年（昭和64年/平成元年）
  - 4月 - 市長選挙が行われ、原発推進派の現職が再選された[55]。この選挙では、反対派の新人2候補の得票数が現職を440票上回った[56]。
  - 5月 - 関西電力と北陸電力が、高屋地点で原発の立地可能性調査（事前調査）に着手した[57][56][22]。これに対し、同月22日、建設反対派住民が珠洲市役所内で座り込みを開始、その後40日間続いた[58][1]。
  - 6月 - 関西電力は、反対派住民の座り込みを受け、立地可能性調査を一時見合わせることを表明[57][59]。

### 1990年代
- 1991年（平成3年）
  - 4月 - 県議選、市議選で、反原発を掲げる候補が当選[注 5][57]。
- 1993年（平成5年）
  - 2月7日 - 能登半島沖地震発生[1]。
  - 4月18日 - 珠洲市長選挙で推進派の林幹人が当選[60][61]（後述）。
  - 6月29日 - 国の総合エネルギー対策推進閣僚会議が、珠洲原発1号機・2号機を「要対策重要電源」に指定した[62][22]。
  - 9月 - 市議会が立地促進決議を可決した[57]。
- 1994年（平成6年）
  - 2月 - 原発推進派だった中西陽一・石川県知事が死去[57]。知事選で当選した谷本正憲は、珠洲原発について、住民の合意が得られていないことを挙げ、慎重な姿勢をとった[57]。
- 1995年（平成7年）
  - 12月8日 - もんじゅでナトリウム漏れ事故発生[63][2]。
- 1996年（平成8年）
  - 5月31日 - 1993年4月に実施された珠洲市市長選挙の無効訴訟で、最高裁が石川県選管の上告を棄却し、選挙の無効および推進派である林幹人市長の失職が確定した[58][60]（後述）。
  - 7月14日 - やり直しの市長選挙で、推進派の貝蔵治が当選[60]。翌日15日、市長職務代理者だった助役が、公職選挙法違反の疑いにより逮捕された[60]。（後述）
  - 8月4日 - 新潟県巻町で原発の賛否を問う住民投票が行われ、反対が多数を占めた[64][65]。結果を受けて、貝蔵市長が記者会見し、「原発だけを問うというのは疑問がある」「現在、住民投票については考えていない」などと述べた[65]。
- 1998年（平成10年）
  - 3月13日 - 珠洲市議会において、請願「志賀原発事故原因の徹底糾明を」が不採択となった[66]（この請願は、同年1月10日、志賀原発で起きたトラブル[67]に対して「飯田住民の会」から出されていたもので、同市議会の総務常任委員会において賛成少数のため「不採択とすべきもの」とされていた[68][69]）。
- 1999年（平成11年）
  - 土地を売却した地主が脱税で起訴されたことをきっかけに、関西電力が内々に土地を買い集めていたことが判明した[70][71]。
  - 9月30日 - 東海村JCO臨界事故発生[72]。
  - 10月11日 - 原発の用地買収について、清水建設など大手ゼネコンが関与していたことを朝日新聞が報じた[73][74]。
  - 10月27日 - 参議院決算委員会で、共産党・緒方靖夫議員が、関西電力の珠洲市における用地取得について質問を行った[75]。

### 2000年代
- 2000年（平成12年）
  - 5月19日 - 朝日新聞は、珠洲原発の用地買収に関わった企業5社[注 6]が、森喜朗首相の資金管理団体「春風会」と自民党石川県第二選挙区支部（森が支部長を務める）に、1995年から1998年まで、計784万8千円を献金していたことを報じた[76]。
- 2003年（平成15年）
  - 4月 - 石川県議会議員選挙で、原発問題が最大の争点となった珠洲市・珠洲郡選挙区（定数1[77]）において、推進派の上田幸雄が、反対派の北野進を破り、当選した[78][79]。当選した上田県議は、「原発推進を知事に申し入れる」と述べた[79]。
  - 5月 - 推進派の貝蔵市長と上田幸雄県議が、谷本知事などに原発立地可能性調査の再開を求めた[77]。
  - 6月12日 - 推進派の動きに対し、反原発派の3団体が、石川県に、県が原発立地推進に協力しないよう求める要望書を提出した[77]。
  - 12月5日 - 電力3社の社長が珠洲市役所を訪れ、珠洲原発の計画凍結を申し入れた[8][80][81]。これに対し、貝蔵市長は、市議会において「電源立地推進にかけた多くの市民の皆様方の万感の思いと、これまで築きあげた信頼関係を踏みにじる許し難い結果であり、強く憤りを覚える」と述べた[8]。
- 2007年（平成19年）
  - 3月25日 - 能登半島地震が発生した[82][83]。

### 2020年代
- 2022年（令和4年）
  - 6月19日 - 能登地方を震源とする地震が発生した（珠洲市で震度6弱を観測）[84]。地震による津波はなかった[84]。
- 2023年（令和5年）
  - 5月5日 - 能登半島沖を震源とする地震が発生した（珠洲市で震度6強を観測）[85]。同市では、建物が倒壊したり、崖崩れなどの被害が出た[85]。
- 2024年（令和6年）
  - 1月1日 - 能登半島地震が発生した[86]。

## 建設計画の浮上
珠洲市での原子力発電所建設計画が浮上したのは、1975年8月に発覚した、能登半島先端部における北陸電力の原子力発電所共同開発計画が端緒となっている。同年、珠洲市議会が、原子力施設設置適地可否調査の要望を決議し、やがて石川県知事の中西陽一に手渡した。中西は能登半島への原子力発電誘致を加賀・能登の格差是正や産業振興、過疎化抑制の手段とし、原発推進の姿勢を示していた。その中で、珠洲より先に志賀原発の建設が決定した。
この動きから、電力3社は珠洲市内での原子力発電所建設構想を打ち出した。要望書提出後の国による立地予備調査を経て、珠洲市側は一度は静観するものの、1983年12月16日に珠洲市長の谷又三郎が市議会で原発立地推進を表明した。これより先、1982年5月から1983年5月まで、一時原発立地が棚上げとなったため「石炭火力立地可能性調査」を行ったが、1983年6月、石炭火力の立地は経済性から困難であることを市に報告している。
翌年には電力3社による珠洲市への立地可能性調査の申し入れと「珠洲電源開発協議会」の設立が行われ、原発立地への動きが進められた。

## 反対運動
原発反対派は、「新しい珠洲を考える会」、珠洲地区労、社会党珠洲総支部が「珠洲原発反対連絡会議」を結成し、能登原発（志賀原発）反対各種団体連絡会議と共闘した。また、1981年の市長選挙に反原発の候補者を擁立した（後述）。
高屋町では、原発設置反対闘争本部が設立され、公明・共産・社会の各党は、設置反対を申し入れた。
1989年5月12日には関西電力が高屋地区での立地可能性調査に着手するが、建設反対派による阻止行動や珠洲市役所での座り込みにより、同年6月16日に調査を一時見合わせることを決定した。建設反対派は調査見合わせ決定の翌日に「珠洲原発反対ネットワーク」を設立し、その後珠洲市議会や石川県議会へ建設反対派議員を送り込むことになった。

## 珠洲市市長選挙

### 1981年
1981年4月29日、市長選挙で、推進派の谷又三郎（自民党公認）が、反対派の河岸二三（無所属で立候補。社会党珠洲総支部長、珠洲原発反対連絡協議会会長）を破り初当選した。河岸は敗れたものの、革新陣営の基礎票である3,000票を大きく上回る約5,200票を獲得し、予想以上の善戦だった。

この選挙期間中、敦賀原発で放射能漏れ事故が起こり、事故隠しも判明した。この事故により、敦賀湾産の魚介類だけでなく、石川県産の甘エビも出荷停止になりかかった。選挙中盤、石川県漁業組合連合会が、安全性が確認されるまで原発に反対するとした以前の決議を改めて確認した。
当選した谷市長は、河岸候補の善戦や敦賀原発事故を受け、原発誘致について慎重に対処する方針を示した。

### 1989年
1989年4月の市長選挙では、現職・林幹人に対し、反対派2候補の合計得票数が現職を440票上回った。この一か月後、関西電力は高屋で事前調査を行うが、反対派の住民は現地で30日にわたり反対行動を行い、市役所で40日間の座り込みを行い、調査は中断されることになった。

### 1993年
1993年4月18日の市長選挙では、原発推進派の現職・林幹人と反対派の樫田準一郎（元小学校校長）が立候補した。このとき、不正転入や買収、選挙妨害などが行われた。結果は、958票差で林の当選だった。投票率は92.41%だった。
その後、投票者数に対し投票総数が16票多かったことが判明し、不正選挙の疑惑が浮上した（珠洲市選挙管理委員会（選管）は、「無効票の計算ミス」などとし、数が合わないまま処理した）。
建設反対派は珠洲市選管に異議申し立てを行うが、却下。次に石川県選管（県選管）への審査請求を行うが、6月に申し立てをした後、県選管が申し立てを棄却したのは11月だった（公職選挙法第213条は、「審査の申し立ての採決は60日以内」としている）。
これに対し、反原発派の住民は、県選管を相手取り、同年12月24日、名古屋高等裁判所金沢支部に提訴した。1995年12月11日、選挙無効の判決が出された。笹木淳子裁判長は、不在者投票の総数1,713票のうち692票について、審査などに落ち度があったと認定した。
県選管は上告するかどうかで意見が割れ、佐々木吉男委員長の判断で上告を決めた。1996年5月31日、最高裁（河合伸一裁判長）は、不在者投票などの不正を認定、上告を棄却し、これにより選挙の無効、林市長の失職が確定した。

### 1996年
1996年7月14日、やり直しの市長選挙が行われた。林前市長は、「足の具合が悪い」として出馬断念を表明した。このとき、「珠洲の城を反原発派に渡すわけにはいかない」などと述べた。後継には市総務課長の貝蔵治が擁立された。貝蔵の長男は、林の姪に婿入りしており、両者は親戚関係にあった。
選挙期間中、貝蔵陣営は原発を争点にすることを避けた。また、関西電力の社員は反対派の切り崩しに関与した。
結果は、前市長の後継・貝蔵が9,356票で当選、前回に続いて立候補した樫田は7,498票だった。投票率は91.86%だった。
開票翌日、市長職務代理者だった田畑良幸助役が、特別公務員の地位利用による事前運動により逮捕、起訴された。助役は、林前市長の離任式で、市職員に対し、「我々、総意を結集して市長さんの後継者として貝蔵氏を擁立することをお誓い申し上げます」と発言。樫田陣営は、助役に対し、発言の撤回と辞職を申し入れたが、拒否されたため、公職選挙法違反の疑いで刑事告発していた。

### 2006年
2006年、反対派である泉谷満寿裕が立候補し、初当選。住民の意思のもと原発設置の反対が確立された。

### 選挙結果一覧
| 開票日                     | 当選       | 当選者 得票数 | 落選1      | 落選1 得票数 | 落選2    | 落選2 得票数 | 投票率 | 選挙当日 有権者数 | 出典            |
| -------------------------- | ---------- | ------------- | ---------- | ------------ | -------- | ------------ | ------ | ----------------- | --------------- |
| 1974年8月4日 （昭和49年）  | 黒瀬七郎   | 10,983票      | 八木秀夫   | 7,482票      | -        | -            | 91.19% | 20,372人          | [ 100 ] [ 101 ] |
| 1978年7月30日 （昭和53年） | 黒瀬七郎   | 10,204票      | 藤野公平   | 8,415票      | -        | -            | 91.79% | 20,417人          | [ 102 ] [ 103 ] |
| 1981年4月29日 （昭和56年） | 谷又三郎   | 9,066票       | 河岸二三   | 5,246票      | -        | -            | 73.04% | 20,219人          | [ 104 ] [ 105 ] |
| 1985年4月21日 （昭和60年） | 林幹人     | （無投票）    | -          | -            | -        | -            | -      |                   | [ 106 ] [ 107 ] |
| 1989年4月16日 （平成元年） | 林幹人     | 8,021票       | 北野進     | 6,295票      | 米村照夫 | 2,166票      | 85.47% |                   | [ 108 ]         |
| 1993年4月18日 （平成5年）  | 林幹人     | 9,199票       | 樫田準一郎 | 8,241票      | -        | -            | 92.41% |                   | [ 109 ]         |
| 1996年7月14日 （平成8年）  | 貝蔵治     | 9,356票       | 樫田準一郎 | 7,498票      | -        | -            | 91.86% | 18,498人          | [ 110 ]         |
| 2000年6月19日 （平成12年） | 貝蔵治     | 9,300票       | 泉谷満寿裕 | 6,690票      | -        | -            | 90.54% |                   | [ 111 ]         |
| 2004年6月13日 （平成16年） | 貝蔵治     | 8,428票       | 小谷内毅   | 5,497票      | -        | -            | 83.07% | 16,956人          | [ 112 ]         |
| 2006年6月11日 （平成18年） | 泉谷満寿裕 | 8,413票       | 木之下明   | 5,287票      | -        | -            | 84.19% | 16,398人          | [ 113 ]         |
| 2010年5月23日 （平成22年） | 泉谷満寿裕 | 9,481票       | 落合誓子   | 2,504票      | -        | -            | 79.73% | 15,229人          | [ 114 ] [ 115 ] |
| 2014年5月25日 （平成26年） | 泉谷満寿裕 | 7,939票       | 浜田隆伸   | 2,712票      | -        | -            | 76.91% | 14,034人          | [ 116 ] [ 117 ] |
| 2018年5月20日 （平成30年） | 泉谷満寿裕 | 8,012票       | 米村照夫   | 609票        | -        | -            | 67.24% | 13,085人          | [ 118 ] [ 119 ] |
| 2022年5月22日 （令和4年）  | 泉谷満寿裕 | 5,744票       | 小谷内毅   | 2,652票      | -        | -            | 71.45% | 11,878人          | [ 120 ] [ 121 ] |

## 石川県議会議員選挙（珠洲市珠洲郡）
| 開票日                     | 当選     | 当選者 得票数 | 当選     | 当選者 得票数 | 落選1    | 落選1 得票数 | 落選2    | 落選2 得票数 | 出典            |
| -------------------------- | -------- | ------------- | -------- | ------------- | -------- | ------------ | -------- | ------------ | --------------- |
| 1967年4月15日 （昭和42年） | 黒瀬七郎 | 7,255票       | 谷又三郎 | 5,516票       | 藤野公平 | 5,282票      | 濱名勝治 | 4,237票      | [ 122 ]         |
| 1971年4月11日 （昭和46年） | 藤野公平 | 7,562票       | 黒瀬七郎 | 7,476票       | 谷又三郎 | 7,156票      | 丸山政興 | 81票         | [ 123 ]         |
| 1975年4月13日 （昭和50年） | 谷又三郎 | 8,913票       | 林幹人   | 8,266票       | 藤野公平 | 6,481票      | -        | -            | [ 124 ]         |
| 1979年4月8日 （昭和54年）  | 谷又三郎 | （無投票）    | 林幹人   | （無投票）    | -        | -            | -        | -            | [ 125 ]         |
| 1983年4月10日 （昭和58年） | 室谷伸吉 | 9,542票       | 林幹人   | 9,140票       | 米田丑三 | 6,117票      | 寺岡信夫 | 91票         | [ 126 ]         |
| 1987年4月12日 （昭和62年） | 上田幸雄 | 8,922票       | 室谷伸吉 | 8,672票       | 下兼茂雄 | 6,743票      | -        | -            | [ 127 ]         |
| 1991年4月7日 （平成3年）   | 上田幸雄 | 8,660票       | 北野進   | 7,320票       | 室谷伸吉 | 6,919票      | -        | -            | [ 128 ]         |
| 1995年4月9日 （平成7年）   | 北野進   | （無投票）    | 上田幸雄 | （無投票）    | -        | -            | -        | -            | [ 129 ] [ 130 ] |
| 1999年4月11日 （平成11年） | 北野進   | 8,424票       | 上田幸雄 | 7,716票       | 新谷成昭 | 5,319票      | -        | -            | [ 131 ]         |
| 2003年4月13日 （平成15年） | 上田幸雄 | 10,878票      | -        | -             | 北野進   | 9,132票      | -        | -            | [ 132 ]         |

## 用地取得をめぐる報道

### 用地取得にゼネコンの介在が判明
1999年10月、原発の用地買収について、清水建設など大手ゼネコンが関与していたことを朝日新聞が報じた。この土地取引は1994年暮れから始まったものだった。

### 森喜朗首相（当時）側への献金に関する報道
2000年5月19日、朝日新聞は、珠洲原発の用地買収に関わった企業5社（清水建設、伊藤組（建設会社。金沢市）、丸石建設（同）、森下組（建設会社。福井市）、加賀工建（建設会社。小松市））が、森喜朗首相の資金管理団体「春風会」と自民党石川県第二選挙区支部（森が支部長を務める）に、1995年から1998年まで、計784万8千円を献金していたことを報じた。
1989年頃、関西電力は、土地を秘密裏に取得することとし、清水建設に協力を要請した。清水建設は、土地を先行取得していた伊藤組などを通じて、計約18万㎡を買収した。1994年、森下組は、地主で、神奈川県で医師をしていた人物の土地（約8,500㎡）を不動産ブローカーを通じて買収。清水建設が用地取得のため設立した会社の関係者に転売し、約1,200万円の利益を得た。
また、自民党石川県第二選挙区支部で支部長代行を務める石川県議・中川石雄が設立した丸石建設は、1985年、予定地周辺の土地（約1,100㎡）を買収し、ホテル会社に転売した。土地の所有権は加賀工建に移され、後に清水建設の関係会社に転売されている。

## 建設計画の凍結
建設計画浮上から28年後の2003年12月5日、電力3社の社長3人（北陸：新木富士雄、中部：川口文夫、関西：藤洋作）が珠洲市役所を訪れ、産業構造の変化と電力需要の低迷を理由に珠洲原子力発電所の建設計画凍結を珠洲市長の貝蔵治に申し入れた。1993年に要対策重要電源の指定を受けながら、電力会社の判断で建設中止を決定した初めてのケースであった。
建設計画が凍結されたきっかけは、住民の建設反対運動に加え、計画地点での未買収用地が1割から2割残ったことも要因とされている。その後、珠洲電源開発協議会も解散し、原子力発電所の立地騒動は収束した。

## 関連番組
- ドキュメンタリー'90「原発立地はこうして進む　―奥能登・土地攻防戦―」、1990年5月23日、NHK、NHK金沢、「地方の時代」映像祭1990優秀賞、日本ジャーナリスト会議（JCJ）賞（1990年奨励賞）[134][135]
- 「能登の海　風だより」1993年、石川テレビ、第2回FNSドキュメンタリー大賞受賞作品[1]
- 「翻弄されて～珠洲原発　凍結までの28年」2004年6月9日、石川テレビ、第13回FNSドキュメンタリー大賞ノミネート作品[136]
- 「シカとスズ　勝者なき原発の町」2014年12月21日、テレビ金沢[137]